# Adobe Premiere
Adobe Premiere Pro – aplikacja do nieliniowej obróbki (edycji) materiałów wideo (filmów, programów telewizyjnych, vlogów) opracowana przez firmę Adobe Inc. Przeznaczona do zastosowań profesjonalnych. Uznawana za jedną z najlepszych i najbardziej znanych programów tego typu. Aplikacja dostępna jest wyłącznie w modelu subskrypcji jako pojedyncza aplikacja lub jako część zestawu Adobe Creative Cloud i zintegrowana z pozostałymi aplikacjami CC (m.in. After Effects, Photoshop). Istnieją wersje na platformy Microsoft Windows i OS X.

## Historia
Pierwsza wersja programu (jako Premiere 1.0) została zaprezentowana w 1991 roku, jako jeden z pierwszych programów do edycji nieliniowej wideo na komputery Mac. Wersja Premiere 1.0 na komputery z systemem operacyjnym Windows pojawiła się z dwuletnim opóźnieniem i była pozbawiona części funkcji, podczas gdy w tym samym roku dla komputerów Mac pojawiła się wersja 3.0. Po wersji Premiere 6.5 wydano Premiere Pro, dopisek miał podkreślić profesjonalne zastosowania programu. Pierwsza wersja Pro z serii 1.x została wydana w 2003 roku, oznaczana także jako Premiere 7.0. Wersja ta weszła w skład Adobe Video Collection. Od 2007 roku program wszedł w skład pakietu Adobe Creative Suite i był wydawany jako wersje CS od 3 wersji pakietu, tym samym zamiast Adobe Premiere Pro 3 pokazała się wersja Adobe Premiere Pro CS3, a od czerwca 2013 wydawany w ramach pakietu Adobe Creative Cloud oznaczany od tej pory jako Premiere Pro CC, co związane jest ze zmianą modelu biznesowego na subskrypcję. 

## Oprogramowanie alternatywne[2][3][12]
- Cinelerra-GG Infinity (Linux, open source)
- DaVinci Resolve  (Blackmagic Design)
- Edius  (Grass Valley / Technicolor)
- Final Cut Pro (Apple)
- Hitfilm (FxHome)
- Lightworks (Editshare)
- Media Composer (Avid)
- Media100 Suite (Boris FX)
- Pinnacle Studio (Pinnacle Systems)
- Smoke (Autodesk)
- Vegas Pro (Magix)
- Video Deluxe (Magix)
- VideoStudio Pro i Ultimate (Corel)